# Křivka (rod ptáků)
Křivka (Loxia) je rod ptáků z čeledi pěnkavovitých. Někdy však bývají řazeni do rodu Carduelis, skutečně to vypadá, že by křivky mohly být pouze výrazně modifikovaní zástupci rodu, kam patří i stehlíci, čížci, konopky a čečetky. Právě čečetky by pak byly křivkám fylogeneticky nejblíže. Je známo pět druhů křivek a jeden dnes již vyhynulý z pozdního pliocénu Bulharska. Vyznačují se překříženými čelistmi zobáku a potravní specializací na semena jehličnatých stromů. V Česku se vyskytují tři druhy: křivka velká, křivka obecná a křivka bělokřídlá.

## Druhy
- křivka velká (Loxia pytyopsittacus)
- křivka skotská (Loxia scotica)
- křivka obecná (Loxia curvirostra)
- křivka bělokřídlá (Loxia leucoptera)
- křivka dominikánská (Loxia megaplaga)
- †Loxia patevi